# Macrocarpaea luctans
Macrocarpaea luctans är en gentianaväxtart som beskrevs av Jason Randall Grant. Macrocarpaea luctans ingår i släktet Macrocarpaea och familjen gentianaväxter. Inga underarter finns listade i Catalogue of Life.